# Wrocław Stadion
Wrocław Stadion – przystanek osobowy we Wrocławiu, na osiedlu Pilczyce, przy ulicy Lotniczej, na linii kolejowej nr 273 Wrocław Główny – Szczecin Główny. Oddany do użytku w listopadzie 2011, składa się z dwóch jednokrawędziowych peronów.
Przystanek znajduje się przy południowej stronie Stadionu Miejskiego, zbudowanego na Mistrzostwa Europy w Piłce Nożnej 2012, a także głównego miejsca rozgrywania meczów drużyny Śląsk Wrocław.
Przystanek kolejowy jest częścią zintegrowanego węzła komunikacyjnego, w skład którego wchodzi również przystanek tramwajowy (nad torami), zespół parkingów oraz skrzyżowanie autostrady A8 z drogą krajową nr 94.
Podobną nazwę: „Stadion” nosi posterunek odgałęźny położony na linii kolejowej nr 349, znajdujący się w pobliżu stadionu przy ulicy Oporowskiej

## Ruch pasażerski
| Rok  | Wymiana pasażerska na dobę |
| ---- | -------------------------- |
| 2017 | 200-299                    |
| 2022 | 300-499                    |